# توني بارون
توني بارون (بالإنجليزية: Tony Barone)‏ مواليد 20 يوليو 1946 في شيكاغو، هو مدرب كرة سلة أمريكي ولاعب سابق. درب فريق ميمفيس غريزليس في الدوري الأمريكي لكرة السلة للمحترفين.

## إحصائيات المسيرة
| الفريق         | السنة   | G  | W  | L  | W–L% | النهاية | PG | PW | PL | PW–L% | النتيجة                  |
| -------------- | ------- | -- | -- | -- | ---- | ------- | -- | -- | -- | ----- | ------------------------ |
| ميمفيس غريزليس | 2006–07 | 52 | 16 | 36 | .308 | 5       | —  | —  | —  | —     | غاب عن الأدوار الإقصائية |
| المسيرة        |         | 52 | 16 | 36 | .308 |         | —  | —  | —  | —     |                          |

## روابط خارجية
- توني بارون على موقع كلية كرة السلة في سبورتس رفرنس.كوم (الإنجليزية)
- توني بارون على موقع سبورتس رفرنس (الإنجليزية)
- توني بارون على موقع كلية كرة السلة في سبورتس رفرنس.كوم (الإنجليزية)